# Advanced oxidation processes
Advanced Oxidation Processes (geavanceerde oxidatieprocessen, afgekort AOP) zijn een aantal chemische behandelingsmethodes om organische en anorganische materialen uit afvalwater te halen middels oxidatie.
AOP's berusten op de oxidatieve kracht van het hydroxyl radicaal (HO.). Indien men de sterkste oxidatoren classificeert volgens standaard elektrodepotentiaal, komt dit radicaal op de tweede plaats met een waarde van 2.8V:
F>OH.>O3>H2O2>ClO−
Het OH. is de sterkste oxidator die kan toegepast worden in waterige milieus, waardoor talrijke combinaties van oxidatoren worden aangewend om deze species te produceren.

## Soorten
Mogelijkheden voor het produceren van de HO radicalen zijn:
- Waterstofperoxide (H2O2) in combinatie met ozon (O3)
- H2O2 in combinatie met uv-straling
- O3 in combinatie met uv-straling
- Fenton: IJzer als katalysator in combinatie met H2O2
- Catalytische AOP met o.a. TiO2 of Pd-katalysatoren
- Met ultrasone technieken of sonicatie.

## Toepassingen
Drinkwater in België wordt nog steeds gechloreerd om bacteriën te desactiveren (disinfectie). In Nederland wordt chloor niet meer (of zelden) gebruikt door het toepassen van slimme waterleidingsnetwerken en (A)OP. Chloor vormt met organische verbindingen desinfectie bijproducten (DBP of disinfection by-products) waaronder tri- en tetrachloorethanen.
Processen waaronder ozon vormen deze nevenproducten in mindere mate en verwijderen bovendien vele organische stoffen (zoals hormonen, farmaceutische producten) waardoor ze aantrekkelijk technologieën vormen voor nu en de toekomst. In Nederland worden reeds vele ozonreactoren toegepast, in België bestaan drie ozonreactoren in drinkwaterproductie (waaronder één bij De Watergroep Kluizen, Gent).